# Volvulella acuminatus
Volvulella acuminatus är en snäckart som beskrevs av Bruguiere 1792. I den svenska databasen Dyntaxa används istället namnet Volvulella acuminata. Enligt Catalogue of Life ingår Volvulella acuminatus i släktet Volvulella och familjen Retusidae, men enligt Dyntaxa är tillhörigheten istället släktet Rhizorus och familjen Retusidae. Enligt den svenska rödlistan är arten otillräckligt studerad i Sverige. Arten förekommer i Götaland. Artens livsmiljö är havet. Inga underarter finns listade i Catalogue of Life.